# پایگاه هوایی هماس البترس
پایگاه هوایی هماس البترس (به انگلیسی: HMAS Albatross (air station)) یک فرودگاه نظامی با کد یاتا NOA است که یک باند فرود آسفالت دارد و طول باند آن ۲۰۴۶ متر است. این فرودگاه در کشور استرالیا قرار دارد و در ارتفاع ۱۳۱ متری از سطح دریا واقع شده‌است.